# Rowland B. Mahany

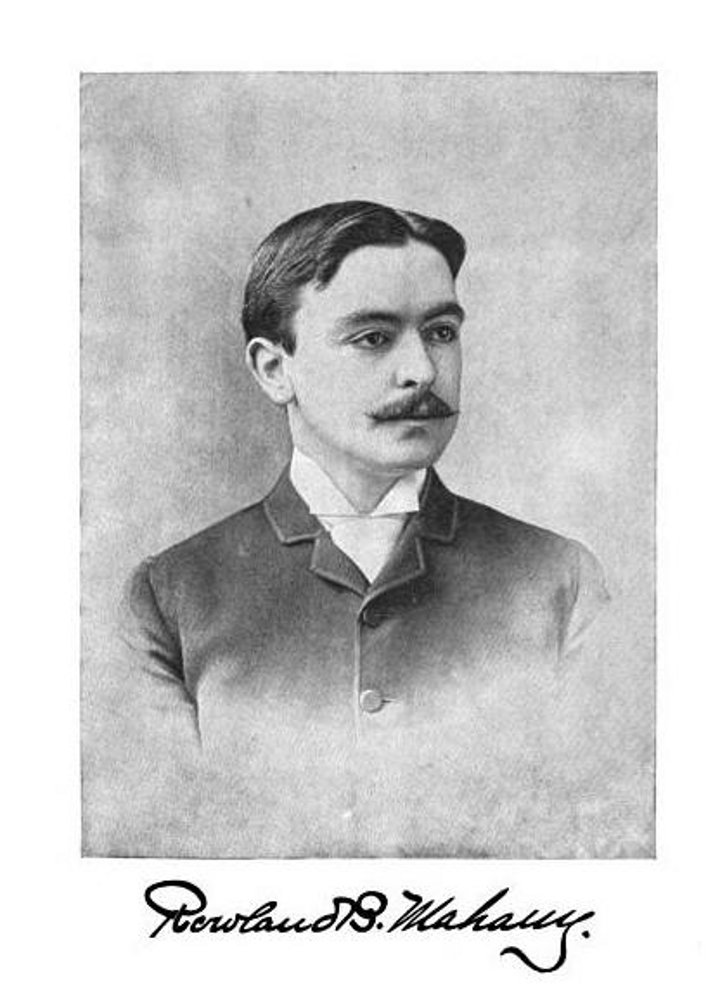
Rowland B. Mahany

Rowland Blennerhassett Mahany (* 28. September 1864 in Buffalo, New York; † 2. Mai 1937 in Washington, D.C.) war ein US-amerikanischer Politiker. Zwischen 1895 und 1899 vertrat er den Bundesstaat New York im US-Repräsentantenhaus.

## Werdegang
Rowland Mahany besuchte die öffentlichen Schulen seiner Heimat, das Hobart College in Geneva und das Union College in Schenectady. 1888 absolvierte er die Harvard University. Im selben Jahr arbeitete er als Associate Editor für die Zeitung Buffalo Express; von 1889 bis 1890 war er Lehrer an der dortigen High School. Politisch war er damals Mitglied der Republikanischen Partei. Im Jahr 1890 lehnte er eine Berufung an die amerikanische Botschaft in Chile ab. Zwischen 1892 und 1893 war er amerikanischer Gesandter in Ecuador. Zwischenzeitlich kandidierte er im Jahr 1892 noch erfolglos für den Kongress.
Bei den Kongresswahlen des Jahres 1894 wurde Mahany dann aber im 32. Wahlbezirk von New York in das US-Repräsentantenhaus in Washington gewählt, wo er am 4. März 1895 die Nachfolge des Demokraten Daniel N. Lockwood antrat. Nach einer Wiederwahl konnte er bis zum 3. März 1899 zwei Legislaturperioden im Kongress absolvieren. In diese Zeit fiel der Spanisch-Amerikanische Krieg von 1898. Im Jahr 1898 wurde er nicht wiedergewählt.
Nach einem Jurastudium und seiner 1899 erfolgten Zulassung als Rechtsanwalt begann Mahany in Buffalo in diesem neuen Beruf zu arbeiten. Von 1899 bis 1906 war er Hafenbeauftragter in Buffalo; in den Jahren 1910 und 1911 gab er dort eine Zeitung heraus. In den Jahren 1914 und 1915 sowie von 1918 bis 1919 arbeitete er in verschiedenen Funktionen für das US-Arbeitsministerium. 1919 gehörte er auch dem dem Außenministerium unterstellten Foreign Trades Relation Committee an. Außerdem war er Mitglied verschiedener anderer Behörden der Bundesregierung. Im Jahr 1920 vertrat er die Vereinigten Staaten in Genf auf einer internationalen Ein- und Auswanderungskonferenz. Ansonsten praktizierte er als Anwalt. Politisch muss er zu einem nicht genau angegebenen Zeitpunkt zur Demokratischen Partei gewechselt sein. In den Jahren 1924 und 1928 nahm er als Delegierter an deren Democratic National Conventions teil. Er starb am 2. Mai 1937 in Washington und wurde auf dem dortigen Kongressfriedhof beigesetzt.